# Agrostis flaccida
Agrostis flaccida é uma espécie de gramínea do gênero Agrostis, pertencente à família Poaceae.